# Lost Sirens
Lost Sirens è il nono album discografico in studio della band inglese New Order, pubblicato nel gennaio 2013.

## Tracce
1. I'll Stay with You – 4:22
2. Sugarcane – 4:50
3. Recoil – 5:09
4. Californian Grass – 4:35
5. Hellbent – 4:27
6. Shake It Up – 5:23
7. I've Got a Feeling – 4:29
8. I Told You So (Crazy World Mix) – 5:06

## Formazione
New Order
- Bernard Sumner – voce, chitarre, sintetizzatori e programmazione
- Peter Hook – basso, sintetizzatore
- Phil Cunningham – sintetizzatori e programmazione
- Stephen Morris – batteria, sintetizzatori, batteria elettronica